# Habsburg–Estei ág
A Habsburg–Estei-ház (olaszul: Casa d’Asburgo-Este, ismert még mint Ausztria–Estei-ház, németül: Haus Österreich-Este), a Habsburg–Lotaringiai-házból származó Ferdinánd Károly főherceg és az Estei-házból való Mária Beatrix modenai hercegnő 1771-es házasságával megalapított uralkodóház, egyben a Habsburg–Lotaringiai-ház egyik oldalága.
A család adta többek között Modena, Reggio és Ferrara uralkodó hercegeit, valamint olyan ismert és magas rangú személyeket mint Mária Terézia szárd–piemonti királyné, Károly Ambrus esztergomi hercegprímás, Mária Ludovika osztrák császárné, valamint Mária Terézia utolsó bajor királyné is. A család tagjait az Ausztria–Estei főherceg(nő)i rang illette meg. Az oldalág V. Ferenccel 1875-ben férfiágon kihalt, ám a cím tovább öröklődött Ferenc Ferdinánd főhercegre, majd pedig IV. Károlyra és leszármazottaira, akik ma is birtokolják a névleges címet.

## Leszármazási ág
A Habsburg–Estei ág leszármazási ága a felnőttkort megélt személyek feltüntetésével:
- Ferdinánd Károly Antal főherceg (1754–1806)[1]
∞ Maria Beatrice d’Este
  - Mária Terézia Johanna főhercegnő (1773–1832)[2]
∞ I. Viktor Emánuel szárd–piemonti király
  - Mária Leopoldina Anna főhercegnő (1776–1848)[3]
∞ Károly Tivadar pfalzi és bajor választófejedelem
  - IV. Ferenc modenai herceg (1779–1846)[4]
∞ Savoyai Mária Beatrix
    - Mária Terézia Beatrix főhercegnő (1817–1886)[5]
∞ Henri d’Artois, Chambord grófja
    - V. Ferenc modenai herceg (1819–1875)[6]
∞ Bajorországi Adelgunda Auguszta
    - Ferdinánd Károly Viktor főherceg (1821–1849)[7]
∞ Ausztriai Erzsébet Franciska
      - Mária Terézia Henrietta főhercegnő (1849–1919)[8]
∞ III. Lajos bajor király

    - Mária Beatrix Beatrix főhercegnő (1824–1906)[9]
∞ Juan Carlos de Borbón, Montizón grófja

  - Ferdinánd Károly József főherceg (1781–1850)[10]
  - Miksa József János főherceg (1782–1863)[11]
  - Károly Ambrus József hercegprímás (1785–1809)[12]
  - Mária Ludovika Beatrix főhercegnő (1787–1816)[13]
∞ I. Ferenc osztrák császár